# Agar-agar

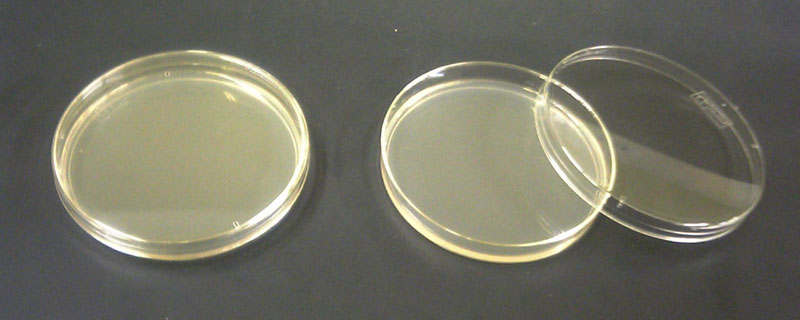
Cutii Petri conținând agar-agar drept mediu de cultură pentru folosirea în bacteriologie

Agar-agarul (numit și geloză) este un produs organic ce se obține dintr-o serie de alge marine roșii (agarofite), familia Gelidiaceae (Gelidium) și Gracillariaceae (Gracilaria), din care este extras prin fierbere și solidificare la 32-40 °C. Se prezintă sub formă de fâșii semitransparente de culoare cafenie-gălbuie. Conține 70–80% polizaharide, 10–20% apă și 1,5–4% substanțe minerale. Este format din resturi galactozidice esterificate la C6 cu o grupare sulfonică. Are o putere de gelificare foarte mare. Agar-agar este un stabilizator cu codul E406.

## Utilizări
Fiind un stabilizator (E406), este folosit ca aditiv alimentar în industria alimentară la prepararea înghețatei, cremei, gemurilor, bomboanelor. Este utilizat și în scopuri tehnice – la producerea vacsului pentru încălțăminte, linoleumului, mătăsii, pieilor artificiale, săpunului, vopselei, acuarelei, la producerea peliculelor fotografice foarte fine. De asemenea, este folosit pe larg la prepararea jeleurilor în industria de patiserie, la pregătirea mediilor de cultură în bacteriologie, în industria textilă și cea farmaceutică.

În ultimii ani, agar-agar este deseori înlocuit cu un agent de gelificare sintetic extras din specii de alge marine care se dezvoltă în Marea Albă.

## Legături externe
- Controleuri: E406 - Agar-agar Arhivat în 15 iulie 2014, la Wayback Machine.